# نینو وینجلی
نینو وینجلی (ایتالیایی: Nino Vingelli؛ ‏ ۴ ژوئن ۱۹۱۲ – ۲۶ مارس ۲۰۰۳) بازیگر اهل ایتالیا بود. 
از فیلم‌ها یا برنامه‌های تلویزیونی که وی در آن نقش داشته است، می‌توان به با صدای لوپارا، به من میگن پاگنده، زیبا اما فقیر، حقوق، مردی که می‌خندد، پاهای طلایی، کافه اکسپرس، بطن سیاه رتیل، ترزا، کاستا دیوا، بزرگ‌ترین شیادان عالم و ناپلی‌ها در میلان اشاره کرد. 
وینجلی در سال ۱۹۵۹ برنده روبان نقره‌ای بهترین بازیگر نقش مکمل مرد شده است.